# Ray of Light
Ray of Light este cel de-al șaptelea album de studio al cântăreței americane Madonna, lansat la 22 februarie 1998 sub egida caselor de discuri Maverick și Warner Bros. Records. După ce solista a dat naștere primului ei copil, aceasta a început să lucreze la album împreună cu producătorii Babyface și Patrick Leonard. În urma ședințelor nereușite cu ei, Madonna a urmărit o nouă direcție muzicală alături de producătorul englez William Orbit. Înregistrările au avut loc pe parcursul a patru luni, Orbit întâmpinând probleme în aranjarea hardware-ului, ce într-un final s-a deteriorat, înregistrările fiind amânate până când acesta s-ar fi putut repara.
Fiind o abatere de la lucrările anterioare ale cântăreței, Ray of Light este un album electronica, dance și techno-pop ce încorporează mai multe genuri, inclusiv muzica ambientală, trip hop și house. Din punct de vedere vocal, albumul o prezintă pe solistă cântând cu o voce mai groasă și un ton mai plin. Teme mistice sunt, de asemenea, prezentate puternic atât în cântece, cât și în versuri, cuprinzând Cabala și studiile Madonnei despre hinduism, budism, precum și practica ei zilnică de Hatha yoga.
Albumul a primit, în general, aprecieri din partea criticilor de specialitate, aceștia lăudând noua direcție muzicală a solistei. Numită „cea mai aventuroasă” lucrare a ei, Ray of Light a fost remarcat pentru natura sa matură și temperată; recenzenții au lăudat, de asemenea, vocea Madonnei. Ray of Light a câștigat patru premii Grammy dintr-un total de șase nominalizări. Din punct de vedere comercial, albumul s-a clasat pe prima poziție a topurilor din numeroase țări, inclusiv Australia, Canada, Germania și Regatul Unit. În Statele Unite, albumul a debutat pe locul doi, având cele mai bune vânzări în prima săptămână ale unei artiste la acel moment. Ray of Light s-a vândut în peste 16 milioane de exemplare în întreaga lume.
Cinci cântece au fost lansate ca discuri single, inclusiv hiturile internaționale „Frozen” și „Ray of Light”. Promovarea albumului a fost ulterior realizată prin turneul Drowned World Tour în 2001. Academicii au menționat influența albumului asupra muzicii de consum, precum și modul în care a introdus muzica electronica în cultura pop de zi cu zi. Ei au mai remarcat și reinventarea muzicală a Madonnei, ajutând-o să rămână modernă printre artiștii adolescenți ai perioadei. Ray of Light a fost clasat printre cele mai bune albume ale tuturor timpurilor.

## Informații generale

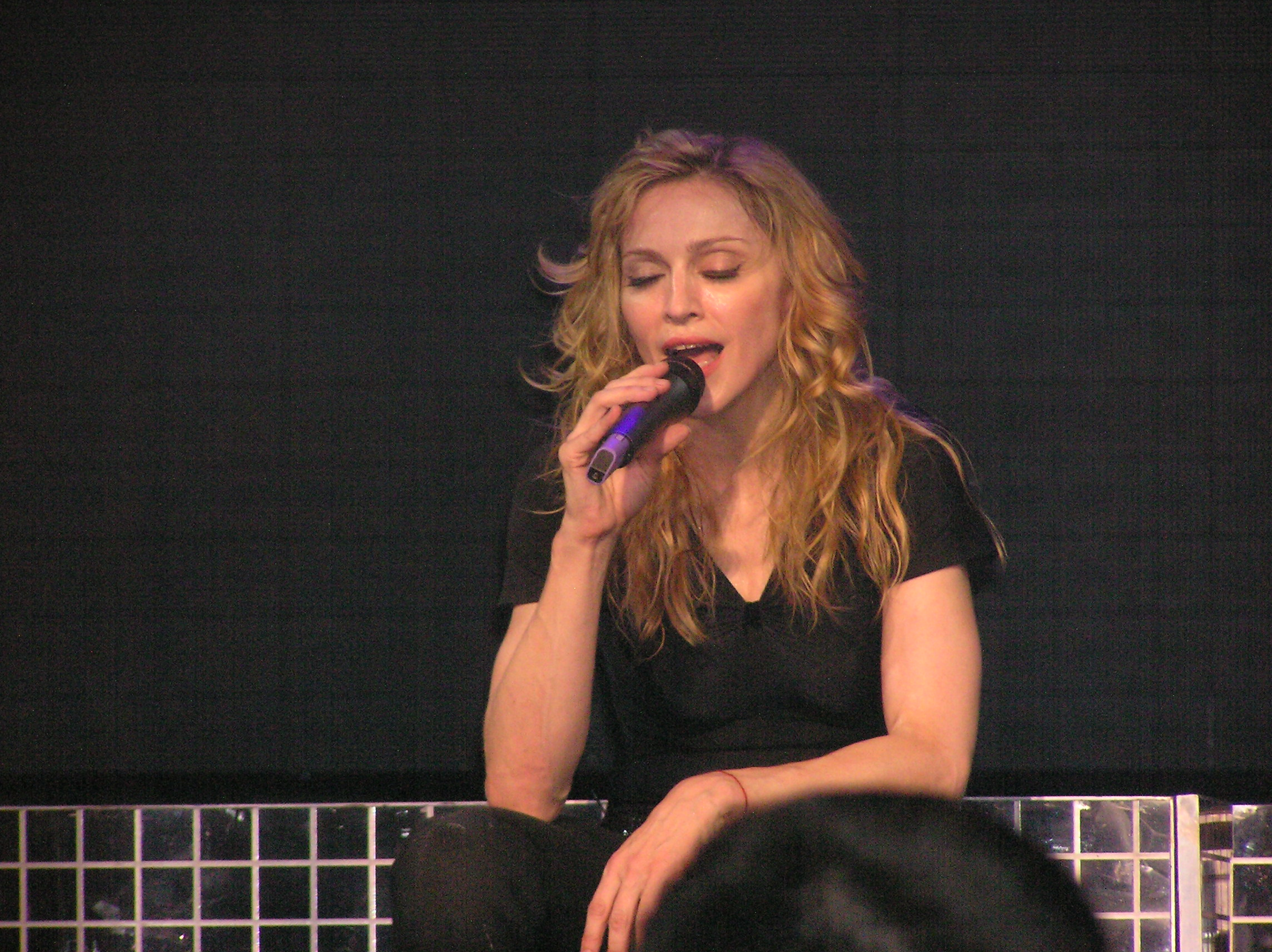
Madonna interpretând cântecul „Drowned World/Substitute for Love” în timpul turneului Confessions Tour în 2006.

În urma lansării albumului de compilații Something to Remember (1995), Madonna a început să ia lecții de canto pentru rolul ei din filmul Evita (1996). În același an, cântăreața a dat naștere fiicei sale, Lourdes. Aceste evenimente au determinat-o pe solistă să aibă o perioadă de autoobservare. „A fost un mare catalizator pentru mine. Mi-am găsit răspunsuri la întrebări pe care nu mi le-am pus niciodată”, a declarat pentru revista Q în 2002. În aceeași perioadă, Madonna s-a ocupat de Cabala și a studiat hinduism și yoga, ajutând-o să iasă din zona ei de confort și să vadă lumea „dintr-o perspectivă diferită”. Solista a simțit că a existat o „bucată întreagă” a vocii ei ce rămăsese neutilizată, hotărând astfel să o folosească pentru album. Din mai 1997, cântăreața a început să compună cântece pentru album. Aceasta a început să colaboreze cu Babyface, cel cu care a lucrat la albumul ei anterior, Bedtime Stories. Cei doi au compus câteva melodii, însă direcția muzicală nu era cea pe care Madonna și-o dorea pentru album. Potrivit lui Babyface, piesele „aveau un fel de energie a «Take a Bow», iar Madonna nu a vrut și nu a trebuit să se repete”.
După ce a abandonat piesele compuse de ea și Babyface, Madonna a început să lucreze cu muzicianul Rick Nowels, cel care anterior a compus cântece împreună cu Stevie Nicks și Céline Dion. Cei doi au produs șapte piese în nouă zile, însă nici acestea nu prezentau viitoarea direcție muzicală electronică a albumului. Trei dintre cântece, intitulate „The Power of Good-Bye”, „To Have and Not to Hold” și „Little Star”, au apărut pe album. Solista a început apoi să compună cântece împreună cu Leonard, cel care a produs numeroase melodii ale Madonnei la sfârșitul anilor '80. Spre deosebire de albumele anterioare, colaborarea cu Leonard a fost însoțită de foarte puțin timp petrecut în studio.  Solista a considerat că producția lui Leonard „ar fi împrumutat prea mult din energia cântecelor lui Peter Gabriel”, un sunet pe care aceasta nu și-l dorea pentru album. Guy Oseary, președintele Maverick Records, l-a sunat mai apoi pe muzicianul britanic William Orbit, sugerându-i să-i trimită câteva cântece Madonnei. Orbit i-a trimis cântăreței un digital audio tape cu 13 piese. Madonna a spus că: „Eram un mare fan al lucrărilor mai vechi ale lui William, Strange Cargo 1 și 2. Iubeam, de asemenea, toate remixurile pe care le făcea pentru mine, și am fost interesată de un sunet futurist, dar am vrut să folosesc și o mulțime de influențe indiene și marocane și lucruri de genul acesta, am vrut să sune atât vechi, cât și nou, în același timp”.

## Compunerea și înregistrarea
„A durat mult timp să facem acest album, luni întregi. Dar nu e ca și cum am lenevit. De fapt, chiar am lucrat repede, și de multe ori trebuia să mergem mai departe. Una dintre fraza preferată a Madonnei era «Nu auri crinul». Cu alte cuvinte, muncește din greu, însă nu perfecționa prea mult. E un îndemn natural pentru fanii calculatoarelor să perfecționeze totul, pentru că pot, însă noi am fost foarte chibzuiți în legătură cu acest aspect” 
Înainte de a începe înregistrările, pe la începutul lunii iulie, Orbit s-a întâlnit cu Madonna la casa ei din New York, aceasta redându-i muzica la care a lucrat cu ceilalți producători în mai 1997, Orbit simțind că sună „ingenios”. Cei doi au vizitat Hit Factory mai târziu în acea săptămână, cântăreața invitându-l pe producător să lucreze la Ray of Light. Orbit i-a trimis o casetă cu fragmente muzicale la care lucra, iar Madonna le-a ascultat în repetate rânduri, până când s-a simțit inspirată să compună. Odată ce a avut o idee despre direcția lirică a unui cântec, solista îi prezenta ideile lui Orbit, dezvoltând astfel planurile muzicale originale. Deoarece multe dintre piese existau deja, Madonna a lucrat la versuri acasă sau în timp ce călătoarea.
Albumul a fost înregistrat pe parcursul a patru luni și jumătate în studioul Larrabee North din North Hollywood, California, începând cu mijlocul lunii iunie 1997, cea mai lungă perioadă la care Madonna a lucrat vreodată la un album. În cea mai mare parte a procesului de înregistrare, doar trei persoane au fost în studio împreună cu Madonna: William Orbit, un inginer de sunet pe nume Pat McCarthy, și asistentul său, Matt Silva. Înregistrările au început în Los Angeles, însă în timpul ședințelor au fost întâmpinate numeroase probleme, de vreme ce Orbit a preferat să lucreze cu mostre, sunete de sintetizatoare și Pro Tools, nu cu muzicieni. Calculatorul s-a stricat, înregistrările fiind amânate până când acesta s-ar fi putut repara. Orbit a înregistrat cea mai parte a instrumentației albumului pe o perioadă de patru luni. Acesta a mai amintit și de cântatul la chitară și degetele sale sângerânde în timpul orelor lungi petrecute în studio.
După câteva erori în pronunția „Yoga Taravali” din timpul piesei „Shanti/Ashtangi”, BBC a aranjat ca Madonna să ia câteva lecții telefonice de la savantul Vagish Shastri pentru a învăța pronunția corectă și de bază a cuvintelor din limba sanscrită. Cântăreața a făcut mai apoi corecțiile necesare pentru pronunția de pe album. Într-un interviu pentru MTV, Madonna a dezvăluit faptul că înregistrarea albumului a fost susținută și de partenerul ei de afaceri, Guy Oseary. Atunci când ea și Orbit au redat câteva cântece, el, spre uimirea tuturor, nu a spus nimic și a părăsit studioul. „El chiar urăște această succesiune rece. Chiar atunci când credeam că piesa e gata, el ne împinge într-un fel de la spate să mergem mai departe. «Poate ar trebui să încercăm și asta» sau «Chiar nu vreau să ascult asta». Și bineînțeles, îmi rămâne asta în minte, și spun «poate ar fi trebuit să adaug niște acompaniament vocal aici»”, a spus Madonna. Orbit a reamintit, de asemenea, în timpul unui interviu pentru revista Q, că Madonna a înregistrat piesa „Swim” în ziua când prietenul ei, designerul de modă Gianni Versace, a fost ucis în Miami, Florida. El a mai adăugat că acela este probabil motivul pentru care cântecul are un impact emoțional.

## Titlul și coperta
Potrivit impresarului Liz Rosenberg, Madonna a considerat că titlul albumului ar putea fi Mantra, de vreme ce aceasta a considerat că ar fi „un titlu foarte interesant”. Cu toate acestea, cântăreața a schimbat titlul către Ray of Light, de vreme ce albumele ei întotdeauna erau numite după unul dintre cântecele de pe materialul discografic respectiv. Coperta a fost realizată de fotograful peruvian Mario Testino la 28 noiembrie 1997, într-un studio din Golden Beach, Florida. Ei au colaborat anterior pentru o colecție Versace în 1995. Madonna a fost impresionată de aspectul natural pe care Testino l-a capturat, rugându-l să colaboreze pentru ședința foto a albumului. El a dezvăluit că: „La ora 14 a spus «Bine, am obosit. Am terminat». Și am spus «Dar nu am încă imaginile». Ea a spus «Tu lucrezi pentru mine și eu spun că am terminat». Eu am spus «Nu, vom continua». Fotografia pe care a folosit-o pentru copertă a fost făcută chiar după acel moment”.

## Structura muzicală și versurile
„Am studiat Cabala, interpretarea mistică a Torei. Am studiat budismul și hinduismul, am practicat yoga și, evident, știu multe despre catolicism. Există adevăruri incontestabile care le conectează pe toate, și consider asta foarte mângâietor și amabil. Călătoria mea spirituală e deschisă către orice. Fiți atenți la ceea ce are sens, fiți absorbiți. Pentru mine, yoga este cel mai apropiat lucru de natura noastră reală” 
Ray of Light a fost o abatere notabilă de albumele anterioare ale Madonnei, fiind descrisă ca „cea mai aventuroasă” lucrare a ei. Cel de-al șaptelea material discografic al cântăreței este un album electronica, dance și techno-pop ce conține numeroase elemente din diferite genuri muzicale, inclusiv muzica ambientală, trip hop, drum and bass, rock, new wave, eastern și clasică. Din punct de vedere vocal, Ray of Light a fost, de asemenea, o schimbare vizibilă de la înregistrările ei anterioare; în timp ce Madonna lua lecții de canto pentru filmul Evita din 1996, vocea ei a devenit mai groasă și mai variată, având totodată un timbru mai plin. În majoritatea cântecelor, solista a abordat vibrato-ul prezentat în albumele anterioare. Criticii au considerat că albumul are cea mai plină voce a Madonnei.
Piesa de deschidere a albumului, precum și cel de-al treilea disc single extras de pe album, este „Drowned World/Substitute for Love”. Cântecul este o baladă cu un tempo lent ce conține influențe ale muzicii jungle, drum and bass și trip hop. Titlul a fost inspirat din nuvela post-apocaliptică SF a lui J.G. Ballard, Lumea scufundată (1962). „Swim”, cea de-a doua piesă, are un nuanță spirituală. Madonna cântă „Swim to the ocean floor/So that we can begin again/Wash away all our sins/Crash to the other shore” (ro.: „Înoată până la fundul oceanului/Ca să putem să începem din nou/Să ne spălăm toate păcatele/Înoată către celălalt țărm”). „Ray of Light”, cel de-al treilea cântec și cel de-al doilea single, este o piesă electronică dance-pop cu un tempo rapid ce conține tendințe puternice techno și influențe ale muzicii trance. Fiind descris drept un cântec „progresiv sonic”, „Ray of Light” conține și elemente din muzica rock datorită riff-ului de chitară electrică. Melodia utilizează, de asemenea, numeroase efecte sonore, inclusiv fluiere și sirene. „Candy Perfume Girl” are o introducere grunge ce continuă cu beat-uri și o chitară electrică. În următorul cânec, „Skin”, Madonna cântă „Do I know you from somewhere?” (ro.: „Te cunosc de undeva?”) cu o voce îndurerată peste beat-urile unei orchestre electronice. Cel de-al șaselea cântec, „Nothing Really Matters”, este un cântec dance cu un tempo rapid ce conține influențe ale muzicii techno.
„Sky Fits Heaven” se concentreză pe studiile Madonnei și fiica ei, Lourdes. Elemente ale versurilor sunt luate din poezia poetului Max Blagg, Ce se potrivește?, folosită anterior pentru o reclamă a companiei Gap Inc. „Shanti/Ashtangi” este o rugăciune hindusă sanscrită și un cântec techno cu un tempo rapid, cântat de Madonna cu un accent indian asupra ritmului dance. Piesa techno dance conține versiunea adaptată a Shankaracharya în întregime în sanscrită, cu versuri precum „Vunde gurunam caranaravinde/Sandarsita svatma sukhavabodhe”.
„Frozen”, cea de-a noua piesă și primul single extras de pe album, este o baladă mid-tempo electronică ce conține un sunet stratificat de sintetizatoare și corzi. Cântecul conține elemente ambientale, un ritm dance moderat în timpul refrenului, și beat-uri cu influențe techno spre sfârșit. Versurile vorbesc despre un bărbat rece și fără sentimente; cu toate acestea, conotații și subtexte au fost observate. Potrivit lui Jarman-Ivens, versuri precum „You're frozen, when your heart's not open” (ro.: „Ești rece atunci când inima ta nu e deschisă”) reflectă o paletă artistică „care cuprinde diverse stiluri muzicale, textuale și vizuale în versurile sale”. „The Power Of Good-Bye” este o baladă emoționantă, versurile vorbind despre cugetări asupra pierderilor și dorințelor. Piesa a fost lansată ca cel de-al patrulea disc single extras de pe album. „To Have and Not to Hold” este despre un iubit distant în timp ce „Little Star” vorbește despre fiica Madonnei, Lourdes. Ambele cântece sunt ușor vibrante, însă cu aranjamente restrânse. „Mer Girl”, piesa finală a albumului, este o meditație fantastică asupra morții și decesului mamei cântăreței, cu versuri precum „And I smelled her burning flesh/Her rotting bones, her decay/I ran and I ran/I'm still running away” (ro.: „Și i-am mirosit trupul arzător/Oasele ei putrezite, descompunerea ei/Am alergat și am alergat/Încă mai fug și acum, departe”).

## Lansarea și promovarea

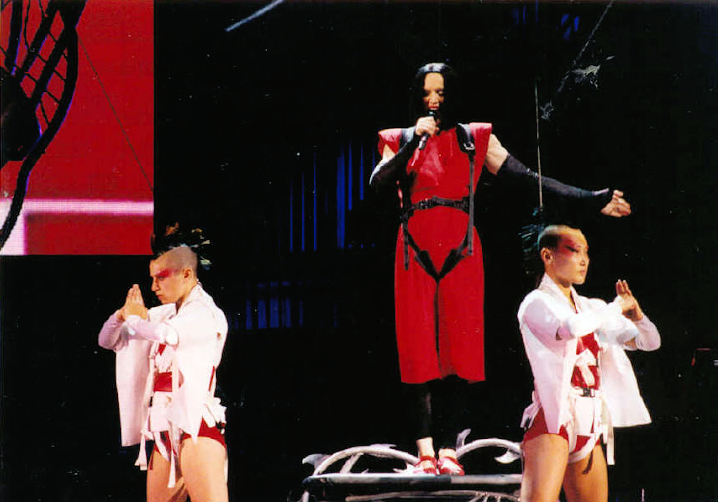
Madonna interpretând single-ul promoțional „Sky Fits Heaven” în timpul turneului Drowned World Tour în 2001.

Ray of Light a fost lansat în Japonia la 22 februarie 1998 într-o versiune specială cu un cântec bonus intitulat „Has to Be”. Albumul a fost lansat mai târziu, pe 3 martie 1998, în Statele Unite. În Noua Zeelandă, un set cu Ray of Light și The Immaculate Collection a fost lansat pentru a ajuta vânzările albumului. Acesta s-a clasat pe locul 12 și a primit o certificare cu disc de aur de către Recording Industry Association of New Zealand (RIANZ) pentru expedierea a peste 7,500 de exemplare. O compilație promoțională VHS intitulată Rays of Light a fost lansată în Regatul Unit în 1999, compilând toate videoclipurile celor cinci single-uri de pe album. Toate cele cinci videoclipuri au fost incluse, de asemenea, și pe compilația The Video Collection 93:99 (1999). „Sky Fits Heaven” a fost lansat ca single promoțional în Statele Unite. Cântecul a ocupat locul 41 în clasamentul Billboard Hot Dance Club Play.
Pentru a-și promova albumul, Madonna a realizat numeroase apariții TV și interpretări live ale cântecelor. La 14 februarie 1998, solista a cântat pentru prima dată „Sky Fits Heaven”, „Shanti/Ashtangi” și „Ray of Light” la clubul de noapte Roxy NYC. „Frozen” a fost interpretat la emisiunea The National Lottery Show în Regatul Unit (21 februarie), la ediția din 1998 a festivalului Sanremo Music Festival în Italia (24 februarie), la emisiunile Wetten, dass..? în Germania (28 februarie) și Rosie O'Donnell Show în Statele Unite (13 martie). La 27 aprilie, Madonna a realizat o interpretare neanunțată la concertul caritabil Rock for the Rainforest la Carnegie Hall în New York City, cântând „Frozen”. Solista s-a alăturat și celorlalți interpreți, inclusiv Sting, Elton John și Billy Joel pentru a cânta „With a Little Help From My Friends” și „Twist and Shout” împreună. La 29 mai, Madonna a apărut la The Oprah Winfrey Show și a interpretat „Little Star” și „Ray of Light”. Pe 10 septembrie, cântăreața a deschis ediția din 1998 a premiilor MTV Video Music Awards în New York City cu o interpretare a cântecelor „Shanti/Ashtangi” și „Ray of Light”, împreună cu Lenny Kravitz care a cântat la chitară. „The Power of Good-Bye” a fost cântat la ediția din 1998 a premiilor MTV Europe Music Awards în Italia (12 noiembrie) și la emisiunea Top of the Pops în Regatul Unit (19 noiembrie). Pe 24 februarie 1999, Madonna a interpretat „Nothing Really Matters” la cea de-a 41-a ediție a premiilor Grammy la Shrine Auditorium în Los Angeles.
Solista a cântat piesele „Drowned World/Substitute For Love”, „Ray of Light”, „Candy Perfume Girl”, „Sky Fits Heaven”, „Frozen” și „Mer Girl” în timpul celui de-al cincilea turneu de concerte, Drowned World Tour, care a vizat promovarea albumelor Ray of Light și Music. Acesta a început în luna iunie a anului 2001 și a reprezentat primul turneu al Madonnei în opt ani. Turneul ar fi trebuit să înceapă înainte de noul mileniu, însă solista a rămas însărcinată cu fiul ei, Rocco Ritchie, lansând astfel albumul Music în acel an și căsătorindu-se cu Guy Ritchie în decembrie 2000. Spectacolul a fost împărțit în cinci secțiuni: Cyber-Punk, Geisha, Cowgirl, Spanish și Ghetto. Turneul Drowned World Tour a primit recenzii pozitive, totodată având și un succes comercial cu un total de 75 de milioane de dolari adunați, devenind astfel cel mai bun turneu de concerte al unui artist solo în 2001. Concertul a fost difuzat live pe HBO de la Palatul Auburn Hills în Auburn Hills, Michigan pe 26 august 2001. DVD-ul Drowned World Tour 2001 a fost lansat în toată lumea la 13 noiembrie 2001. La fel ca spectacolul original, DVD-ul a primit recenzii foarte bune. Fotografiile folosite pentru ambalejele DVD-urilor au fost realizate de prietena Madonnei, Rosie O'Donnell.

## Discuri single
„Frozen” a fost lansat ca primul disc single extras de pe album la 12 februarie 1998. Cântecul a devenit un șlagăr de top cinci în numeroase țări, ocupând poziția de top a clasamentelor din Finlanda, Italia, Spania și Regatul Unit, aici devenind cel de-al cincilea single al Madonnei care să debuteze pe locul unu. În Statele Unite, „Frozen” a devenit cel de-al șaselea disc single al cântăreței care să se claseze pe locul doi în topul Billboard Hot 100, Madonna devenind astfel artistul cu cele mai multe cântece care să ocupe locul doi din istoria clasamentului. Piesa a primit aprecieri din partea criticilor de specialitate, fiind numită o „capodoperă” cu un sunet „cinematic”. Cu toate acestea, instanța belgiană a decis în anul 2005 că începutul cântecului este plagiat din piesa „Ma vie fout le camp”, compusă de Salvatore Acquaviva. Decizia a interzis vânzarea în Belgia a single-ului, a întregului album Ray of Light, precum și a altor compilații care au inclus piesa. În februarie 2014, o altă instanță belgiană a hotărât că Madonna nu a plagiat lucrarea lui Acquaviva pentru „Frozen”. Curtea a vorbit despre o „nouă infracțiune de capital” în dosar: compozitorul Edouard Scotto Di Suoccio și societățile Tabata Atoll Music și Music in Peris au depus, de asemenea, o plângere pentru plagiat. Potrivit acestora, atât „Ma vie fout le camp” cât și „Frozen” au fost create pe baza cântecului „Blood Night” pe care l-au compus în 1983. După ce toate cele trei piese au fost au comparate, hotărârea definitivă a fost că melodiile nu erau „suficient de «originale» pentru a susține că a avut loc orice fel de plagiat”. Această hotărâre a anulat, de asemenea, interdicția de opt a cântecului care a existat în Belgia din 2005.
Cel de-al doilea single, „Ray of Light”, a fost lansat la 6 mai 1998. Piesa a ocupat prima poziție a clasamentului din Spania și s-a clasat în top cinci în Canada, Finlanda, Italia, Regatul Unit și Statele Unite. Cântecul a debutat pe locul cinci în Hot 100, devenind cel mai mare debut al unui cântec de-al Madonnei în clasament. Piesa a ocupat, de asemenea, prima poziție a topului Hot Dance Club Play timp de patru săptămâni. „Ray of Light” a primit, de asemenea, recenzii pozitive din partea criticilor, aceștia lăudând sunetul „progresiv sonic” potrivit pentru club, precum și vocea puternică a solistei.
„Drowned World/Substitute for Love” a fost lansat pe 24 august 1998 ca cel de-al treilea disc single extras de pe album în toată lumea, cu excepția Statelor Unite. Cântecul a ocupat prima poziție a clasamentului din Spania și s-a clasat în top 10 în Italia și Regatul Unit. Videoclipul regizat de Walter Stern a stârnit controverse datorită scenelor în care Madonna este urmărită de paparazzi pe motociclete, un scenariu asemănător cu cel al morții Prințesei Diana în 1997. Cel de-al patrulea single, „The Power of Good-Bye”, a fost lansat la 22 septembrie 1998. Acesta a devenit un șlagăr de top 10 în Austria, Canada, Țările de Jos, Finlanda, Germania, Italia, Spania, Suedia, Elveția și Regatul Unit, în Statele Unite clasându-se pe locul 11. „Nothing Really Matters” a fost extras ca cel de-al cincilea și ultimul single de pe album pe 2 martie 1999. Piesa s-a clasat în top 10 în Canada, Finlanda, Italia, Noua Zeelandă și Regatul Unit. În Statele Unite, „Nothing Really Matters” a ocupat cea mai slabă poziție al unui cântec de-al Madonnei în Hot 100, locul 93. Cu toate acestea, cântecul a ocupat poziția de top a clasamentului Hot Dance Club Songs. Videoclipul regizat de Johan Renck a fost inspirat de cartea lui Arthur Golden, Memoriile unei gheișe, prezentând-o pe Madonna îmbrăcată ca o gheișă.

## Receptare

### Critică
Ray of Light a primit numeroase aprecieri și laude din partea criticilor de muzică. Stephen Thomas Erlewine de la AllMusic a numit albumul „cea mai aventuroasă lucrare” a Madonnei și „cel mai matur și moderat album” al ei. În recenzia sa, criticul i-a oferit albumului patru din cinci stele. Paul Verna de la revista Billboard a opinat că: „Fără îndoială cea mai matură și cea mai personală lucrare a ei de până acum, Ray of Light o prezintă pe Madonna împletind atentă versurile cu grija intimă din jurnalul ei, înfășurându-le în melodii asemănătoare cu imnurile și cu o instrumentație bogată, toate într-o atmosferă melancolică—cu puțin house clasic, trance, și chiar chitară pop. Bineînțeles, cântăreața echilibrează tonul serios al ansamblului cu bucăți de pop delicios ce îi permite Madonnei să se aventureze în gama vocală lărgită, având un efect rafinat, nemaivăzut”. El și-a încheiat recenzia numind albumul „o aventură minunată și, în cele din urmă, un efort victorios al unuia dintre cei mai impresionanți interpreți de muzică pop”. Sal Cinquemani de la Slant Magazine a descris Ray of Light ca fiind „una dintre cele mai importante capodopere pop din anii '90”, opinând că: „Versurile sale sunt clare, însă declarațiile sunt mărețe” iar „Madonna nu a mai fost atât de emoțională și sinceră de la Like a Prayer încoace”. În recenzia lui Sheffield pentru Rolling Stone, acesta a numit albumul „briliant” însă a criticat producția lui Orbit, spunând că el nu știe îndeajuns de multe trucuri pentru a produce un album întreg, devenind astfel repetitiv.
David Browne de la Entertainment Weekly a scris că „Pentru toate luptele ei cu auto-luminarea, Madonna pare mai relaxată și mai puțin controversată ca niciodată, de la înfățișarea de mamă italiană până la, îndeosebi, muzica ei. Ray of Light este într-adevăr ca o rugăciune, și știi că te va duce acolo”. În timpul unei recenzii pentru City Pages, Roni Sarig a fost impresionat de gama vocală, profunzimea și claritatea Madonnei, numind Ray of Light „cea mai bogată și mai reușită lucrarea a ei de până acum”. Criticul de la Los Angeles Times, Robert Hilburn, a scris că „Unul dintre motivele pentru care Ray of Light este cel mai satisfăcător album din cariera ei este faptul că reflectă cercetarea sufletească a unei femei care se află într-un punct al vieții ei în care se poată uita la ea însăși cu o sinceritate și o lumină uimitoare”. Scriind pentru Melody Maker în februarie 1998, Mark Rolan a comparat Ray of Light cu muzica trupei St Etienne și albumului lui Björk, Homogenic. Joan Anderman de la The Boston Globe l-a numit un album remarcabil. El a descris Ray of Light ca o lucrare dance profundă și spirituală cu un ciclu serios de cântece care merg mai mult spre eliberarea Madonnei de o carieră construită pe baza unor imagini curate și identități rafinate. Într-o recenzie pentru revista Playboy, Robert Christgau a fost mai puțin impresionat, spunând că albumul „are un sunet grozav”, dar mediu, datorită temelor despre iluminism care dau rezultate ciudate pentru artiștii pop, lăudând totuși piesele senzuale „Skin” și „Candy Perfume Girl”.

### Comercială

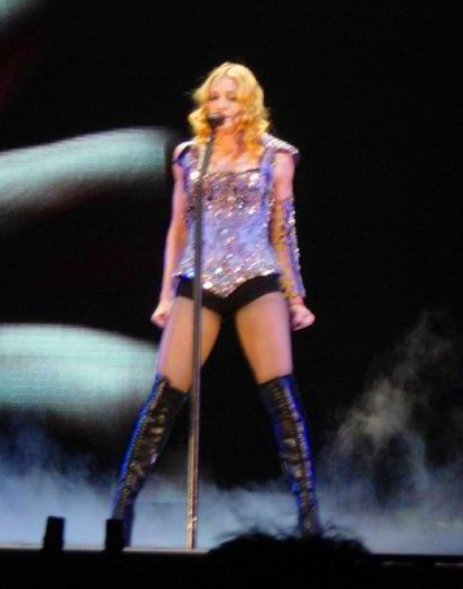
Madonna interpretând primul disc single extras de pe album, „Frozen”, în timpul turneului Re-Invention World Tour în 2004.

În Statele Unite, Ray of Light a debutat pe locul doi în clasamentul Billboard 200 la 21 martie 1998. Acesta a avut cele mai mari vânzări în prima săptămână al unui album lansat de o artistă în era Nielsen SoundScan, cu 371,000 de exemplare vândute. Cu toate acestea, Ray of Light nu a reușit să depășească vânzările coloanei sonore a filmului Titanic, devenind astfel cel de-al cincilea album al Madonnei care să se claseze pe locul doi. În cea de-a doua săptămână, albumul a vândut 225,000 de exemplare, însă tot nu a reușit să depășească coloana sonoră. Pe 16 martie 2000, Ray of Light a primit o certificare cu cvadruplu disc de platină de către Recording Industry Association of America (RIAA) pentru expedierea a patru milioane de exemplare. Madonna a devenit prima artistă care să aibă șapte albume de studio certificate cu discuri de platină de către RIAA. Potrivit Nielsen SoundScan, Ray of Light s-a vândut în 3.891 milioane de exemplare în Statele Unite până în decembrie 2016. Această cifră nu include unitățile vândute prin cluburi precum BMG Music, Ray of Light având vânzări de peste 459,000 de exemplare. În Canada, albumul a debutat în fruntea clasamentului Canadian Albums Chart, având vânzări de 59,900 de copii. Acesta a primit mai târziu o certificare cu septuplu disc de platină de către Canadian Recording Industry Association (CRIA) pentru expedierea a 700,000 de exemplare. Ray of Light a obținut, de asemenea, un succes comercial în Oceania, debutând pe prima poziție a clasamentelor de albume din Australia și Noua Zeelandă. Acesta a primit o certificare cu disc de aur de către Recording Industry Association of New Zealanad (RIANZ) și o certificare cu triplu de disc de platină de către Australian Recording Industry Association (ARIA) pentru expedierea a 15,000 și, respectiv, 210,000 de exemplare.
În Regatul Unit, Ray of Light a debutat pe prima poziție a clasamentului UK Albums Chart, rămânând fruntaș timp de două săptămâni. Albumul a primit o certificare cu sextuplu disc de platină de către British Phonographic Industry (BPI) pentru expedierea a 1.8 milioane de exemplare. În Franța, Ray of Light pe locul doi în clasamentul de albume, fiind mai târziu certificat cu triplu disc de platină de către Syndicat National de l'Édition Phonographique (SNEP) pentru expedierea a 900,000 de exemplare. Albumul a vândut 925,400 de copii în Franța până în prezent. În Germania, Ray of Light a ocupat poziția de top clasamentului Media Control Charts timp de șapte săptămâni, fiind până în prezent cel mai bine vândut album al Madonnei în Germania. Acesta a primit o certificare cu triplu disc de platină de către Bundesverband Musikindustrie (BVMI) pentru expedierea a peste 1.5 milioane de exemplare. Datorită succesului comercial din țările europene, Ray of Light s-a clasat pe primul loc în European Top 100 Albums,  fiind mai târziu certificat cu septuplu disc de platină de către International Federation of the Phonographic Industry (IFPI) pentru vânzarea a peste șapte milioane de exemplare, devenind totodată al treilea cel mai bine vândut album în Europa în perioada 1998-2007. Ray of Light a ocupat prima poziție a clasamentelor din Belgia, Țările de Jos, Finland, Grecia, Ungaria, Israel, Norvegia, Singapore, Spania și Elveția, fiind, de asemenea, cel mai bine vândut album al companiei Warner Music în regiunea Asia-Pacific în anul 1998. În total, Ray of Light s-a vândut în peste 16 milioane de exemplare în întreaga lume.

## Distincții și recunoașteri

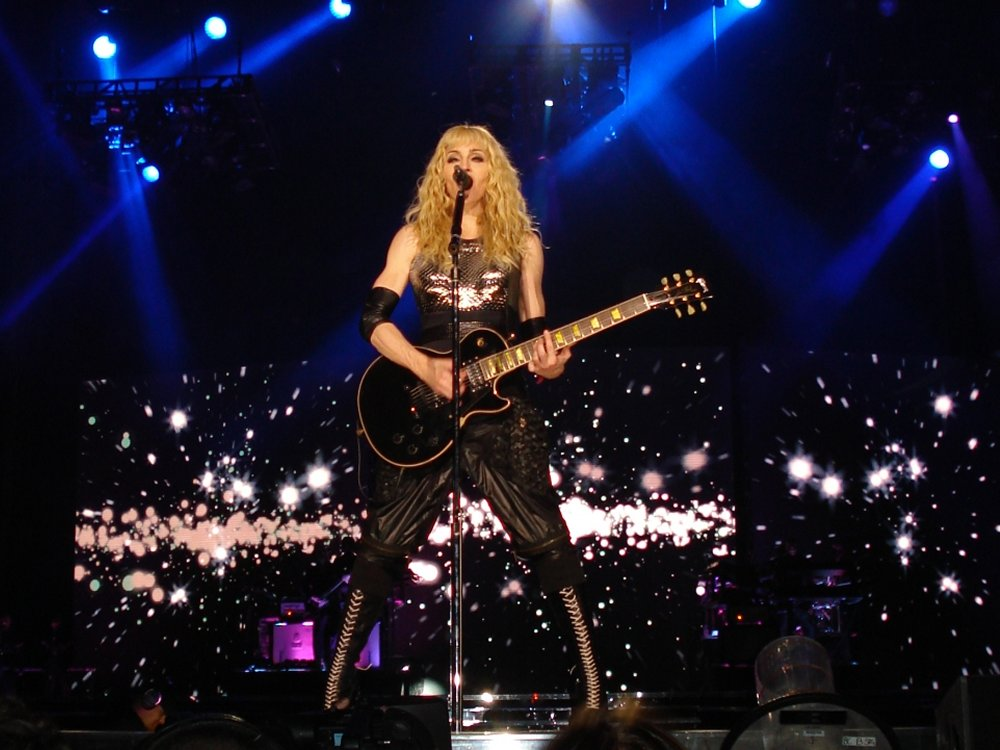
Madonna cântând „Ray of Light” în timpul turneului Sticky & Sweet Tour în 2008. Piesa a câștigat un premiu MTV Video Music Awards la categoria „Videoclipul anului” și un premiu Grammy la categoria „Cea mai bună înregistrare dance”.

La cea de-a 41-a ediție a premiilor Grammy, Ray of Light a câștigat patru premii din cele șase nominalizări. Albumul a câștigat la categoriile „Cel mai bun album vocal pop” și „Best Recording Package”, primind o nominalizare la categoria „Albumul anului”. Cântecul „Ray of Light” a câștigat „Premiul Grammy pentru cea mai bună înregistrare dance” și „Premiul Grammy pentru cel mai bun videoclip”, primind totodată o nominalizare la categoria „Înregistrarea anului”. Albumul i-a oferit Madonnei primul ei premiu Grammy la categoria muzicală, de vreme ce aceasta a câștigat în trecut numai la categoria video. Madonna a câștigat, de asemenea, cele mai multe premii la ediția din 1998 a premiilor MTV Video Music Awards, câștigând șase premii din cele nouă nominalizări. „Frozen” a câștigat la categoria „Cele mai bune efecte speciale”; Ray of Light a câștigat la categoriile „Cea mai bună coregrafie”, „Cea mai bună regie”, „Cel mai bun montaj”, „Cel mai bun videoclip al unei cântărețe” și „Videoclipul anului”, fiind totodată nominalizat la categoriile „Cea mai bună imagine”, „Cel mai bun videoclip dance” și „Best Breakthrough Video”. American Society of Composers, Authors and Publishers (ASCAP) au onorat-o pe Madonna cu două premii la categoria „Cel mai interpretat cântec” pentru „Frozen” și „Ray of Light” la ediția din 1999 a ASCAP Pop Music Awards și premiul „Cel mai bun cântec dance” pentru „Ray of Light” la ediția din 1999 a ASCAP Rythm & Soul Music Awards.
Albumul Ray of Light i-a oferit Madonnei numeroase trofee la diferite gale de premii internaționale—inclusiv două premii Danish Grammy la categoriile „Cel mai bun album internațional” și „Cea mai bună artistă solo internațională” din partea IFPI Danemarca, un premiu Fryderyk la categoria „Cel mai bun album din altă țară” din partea Związek Producentów Audio-Video (ZPAV) în Polonia, un Golden Giraffe Award la categoria „Albumul pop al anului” din partea Mahasz în Ungaria, două premii Porin la categoriile „Cel mai bun album internațional” și „Cel mai bun videoclip internațional” („Frozen”) în Croația și două premii Rockbjörnen la categoriile „Cel mai bun album internațional” și „Cel mai bun artist internațional” în Suedia.
În Canada, Madonna a câștigat premiul „Cel mai bun videoclip internațional” pentru piesa „Ray of Light” la ediția din 1999 a premiilor MuchMusic Video Awards . Ray of Light a fost nominalizat la categoria „Cel mai bun album internațional al anului” la ediția din 1999 a premiilor Jumbo. Solista a câștigat, de asemenea, premii la categoriile „Cea mai bună interpretă” și „Cel mai bun album” la ediția din 1998 a premiilor MTV Europe Music Awards. La cea de-a 14 ediție a premiilor International Dance Music Awards, Madonna a câștigat „Cel mai bun artist dance solo” și „Cel mai bun videoclip” pentru cântecul „Ray of Light”.

## Impact

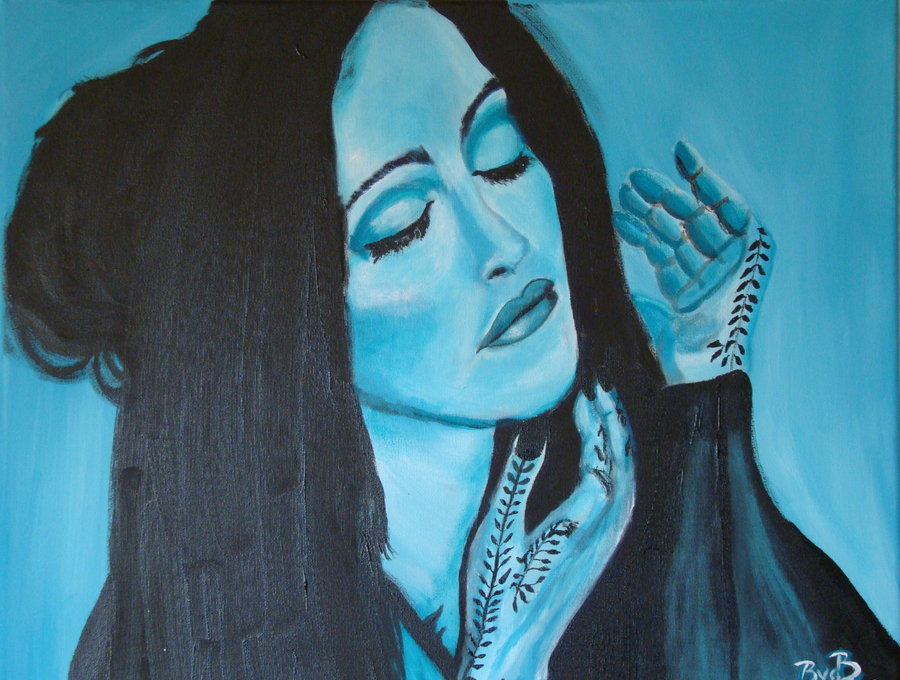
O pictură inspirată de înfățișarea sud asiatică a Madonnei în videoclipului cântecului „Frozen. Albumul a influențat popularitatea culturii Asiei de Sud.

Ray of Light a fost creditat pentru aducerea muzicii electronica în cultura pop globală. Los Angeles Times a notat că „în afara descoperirilor ocazionale, cum ar fi Fatboy Slim, electronica nu a fost ceva obișnuit până când Madonna a lansat Ray of Light”. Până când albumul a adus genul către fruntea clasamentelor muzicale, potrivit autorului J. Randy Taraborrelli, „techno și electronica au fost timp de ani de zile redate la așa-numitele raves, petreceri extrem de populare, subterane și ilegale, care de cele mai multe ori aveau loc în vreun depozit părăsit sau zone pustii de la marginile orașelor din întreaga lume”. Liana Jonas de la AllMusic a opinat că piesa „Ray of Light” a adus „atenția oamenilor către muzica electronica, urcând de la statutul de muzică undergound către o popularitate nebunească în secolul XXI”. Thomas Harrison, autor al lucrării Muzica anilor '90, a scris că stilul producției albumului Ray of Light a fost „potrivit noilor tendințe în muzica electronică, prin utilizarea semnificativă a secvențelor digitale și sintetizatoare electronice”.
Elliott H. Powell a spus într-un studiu american pentru Universitatea din New York că Ray of Light a făcut cultura Asiei de Sud accesibilă publicului american în anii '90. În cartea Media/cultural Studies: Critical Approaches, Rhonda Hammer și Douglas Kellner au opinat că „fenomenul de feminitate inspirat de Asia de Sud a devenit o tendință media occidentală în februarie 1998, atunci când idolul pop Madonna și-a lansat videoclipul pentru piesa «Frozen»”. Ei au mai spus: „cu toate că Madonna nu a inițiat moda pentru accesoriile indiene [...], a făcut-o vizibilă pentru ochii publicului, atrăgând atenția presei mondiale”.
Potrivit lui Taraborrelli, albumul a fost apreciat pentru natura sa îndrăzneață și înviorătoare în muzica contemporană de la sfârșitul anilor '90, moment în care aceasta era dominată de trupe de băieți și artiști adolescenți precum Backstreet Boys, NSYNC, Britney Spears și Christina Aguilera. Larry Flick de la revista Billboard a spus că Ray of Light „nu numai că ne-a oferit dovada unui artist cameleon cu primul ei succes apreciat universal, el a dovedit, de asemenea, că [Madonna] rămâne o figură vitală în rândul publicului tânăr”. Criticul Lucy O'Brien a comentat că „Albumul a reabilitat imaginea Madonnei. Până în acel moment, aceasta era descrisă ca o fată fermecătoare ca avut noroc, însă cu albumul, solista a adunat o audiență cu totul nouă, dovedind că este un textier bun cu un talent intens și productiv”. Mary von Aue de la Stereogum a opinat că „Ray of Light i-a reînființat imaginea Madonnei de artist revoluționar”.
Ray of Light a continuat să influențe muzica de masă atunci când interpreta și textiera britanică Adele a declarat că pentru cel de-al treilea ei album de studio, 25 (2015), albumul Madonnei a fost una din principalele surse de inspirație. „Frozen” a fost o altă sursă de inspirație, admițând că piesa „mi-a redat încrederea să vin și să fiu eu din nou”. Adele a mai spus că Ray of Light este cel mai bun album al Madonnei, solista găsind multe comparații între ea și Madonna în acea etapă a vieții ei.
Datorită impactului său asupra muzicii de consum, Ray of Light este prezent în numeroase clasamentele ale celor mai bune albume din toate timpurile realizate de critici. Revista Rolling Stone a clasat albumul pe locul 367 în top „500 cele mai bune albume ale tuturor timpurilor”. În 2001, un sfert de milion de fani ai muzicii canalului VH1 au clasat Ray of Light pe locul 10 în top „100 cele mai bune albume ale tuturor timpurilor” prin intermediul unor voturi. În 2003, Ray of Light a ocupat locul 17 în clasamentul „100 cele mai bune albume dintotdeauna” realizat de cititorii revistei Q. Albumul este prezent, de asemenea, în cartea 1001 de albume de ascultat într-o viață. Revista Mojo a clasat, de asemenea, Ray of Light pe locul 29 în top „100 clasice moderne: cele mai bune albume ale vieții noastre”. În 2013, albumul a ocupat locul 29 în top „500 cele mai bune albume ale tuturor timpurilor” realizat de revista NME. Madonna însăși a considerat Ray of Light ca fiind cea mai mare evoluție din cariera ei.

## Ordinea pieselor pe disc
Ray of Light — Versiunea standard
| Nr. | Titlu                               | Textier(i)                                                | Producător(i)                 | Durată |
| --- | ----------------------------------- | --------------------------------------------------------- | ----------------------------- | ------ |
| 1.  | „Drowned World/Substitute for Love” | Madonna William Orbit Rod McKuen Anita Kerr David Collins | Madonna Orbit                 | 5:09   |
| 2.  | „Swim”                              | Madonna Orbit                                             | Madonna Orbit                 | 5:00   |
| 3.  | „Ray of Light”                      | Madonna Orbit Clive Muldoon Dave Curtiss Christine Leach  | Madonna Orbit                 | 5:21   |
| 4.  | „Candy Perfume Girl”                | Madonna Orbit Susannah Melvoin                            | Madonna Orbit                 | 4:34   |
| 5.  | „Skin”                              | Madonna Patrick Leonard                                   | Madonna Orbit Marius de Vries | 6:22   |
| 6.  | „Nothing Really Matters”            | Madonna Leonard                                           | Madonna Orbit de Vries        | 4:27   |
| 7.  | „Sky Fits Heaven”                   | Madonna Leonard                                           | Madonna Orbit Leonard         | 4:48   |
| 8.  | „Shanti/Ashtangi”                   | Madonna Orbit                                             | Madonna Orbit                 | 4:29   |
| 9.  | „Frozen”                            | Madonna Leonard                                           | Madonna Orbit Leonard         | 6:12   |
| 10. | „The Power of Good-Bye”             | Madonna Rick Nowels                                       | Madonna Orbit Leonard         | 4:10   |
| 11. | „To Have and Not to Hold”           | Madonna Nowels                                            | Madonna Orbit Leonard         | 5:23   |
| 12. | „Little Star”                       | Madonna Nowels                                            | Madonna de Vries              | 5:18   |
| 13. | „Mer Girl”                          | Madonna Orbit                                             | Madonna Orbit                 | 5:23   |

Ray of Light — Versiunea japoneză (piesă bonus)
| Nr. | Titlu       | Textier(i)            | Producător(i) | Durată |
| --- | ----------- | --------------------- | ------------- | ------ |
| 14. | „Has to Be” | Madonna Orbit Leonard | Madonna Orbit | 5:15   |

Note
- „Drowned World/Substitute for Love” conține o secvență din „Why I Follow the Tigers”, interpretat de San Sebastian Strings.
- „Shanti/Ashtangi” conține un text adaptat de Shankaracharya, extras din Yoga Taravali. Text suplimentar: Traducere realizată de Vyass Houston și Eddie Stern.
- „Mer Girl” conține o introducere și elemente din „Space” interpretat de Gábor Szabó.

## Acreditări și personal
Cu excepția cazurilor în care se specifică altfel, acreditările sunt adaptate de pe broșura albumului Ray of Light.
| - Madonna – voce (cântecele 2-5, 7-13, voce principală pe piesele 1, 6), textier, producător | - Patrick Leonard – aranjament muzical suplimentar (piesa 9), textier, producător - Donna De Lory – acompaniament vocal (cântecul 6) - Curtiss Maldoon – textier - Patrick McCarthy – inginer - Rod McKuen – textier - Susannah Melvoin – textier - Marc Moreau – chitară (piesa 5) - Rick Nowels – textier - William Orbit – textier, producător, efecte sonore - Jesse Pearson - voce (cântecul 1) - Kevin Reagan – art director, design - Dave Reitzas – inginer - Steve Sidelnyk – tobe suplimentare (piesele 6, 12) - Matt Silva – inginer - Eddie Stern – traducere - Mario Testino – fotografie - Marius de Vries – claviatură, programare(cântecul 9), producător |

## Prezența în clasamente
| Țară (clasament 1998)                       | Poziția maximă | Referință |
| ------------------------------------------- | -------------- | --------- |
| Australia (ARIA)                            | 1              | [ 92 ]    |
| Austria (Ö3 Austria Top 40)                 | 2              | [ 92 ]    |
| Belgia (Ultratop Flanders)                  | 1              | [ 92 ]    |
| Belgia (Ultratop Wallonia)                  | 2              | [ 92 ]    |
| Canada (Canadian Albums Chart)              | 1              | [ 57 ]    |
| Danemarca (Hitlisten)                       | 2              | [ 138 ]   |
| Elveția (Swiss Hitparade)                   | 1              | [ 92 ]    |
| European Top 100 Albums                     | 1              | [ 96 ]    |
| Finlanda (Yle)                              | 1              | [ 92 ]    |
| Franța (SNEP)                               | 2              | [ 92 ]    |
| Germania (Official German Charts)           | 1              | [ 94 ]    |
| Grecia (IFPI Grecia)                        | 1              | [ 81 ]    |
| Irlanda (IRMA)                              | 2              | [ 96 ]    |
| Israel (IFPI Israel)                        | 1              | [ 81 ]    |
| Italia (FIMI)                               | 1              | [ 139 ]   |
| Japonia (Oricon)                            | 7              | [ 26 ]    |
| Malaysia (IFPI Malaysia)                    | 4              | [ 96 ]    |
| Norvegia (VG-lista)                         | 1              | [ 92 ]    |
| Noua Zeelandă (Recorded Music NZ)           | 1              | [ 92 ]    |
| Țările de Jos (MegaCharts)                  | 1              | [ 92 ]    |
| Portugalia (AFP)                            | 6              | [ 140 ]   |
| Regatul Unit (OCC)                          | 1              | [ 90 ]    |
| Scoția (Scottish Singles and Albums Charts) | 1              | [ 90 ]    |
| Singapore (IFPI Singapore)                  | 1              | [ 81 ]    |
| Spania (PROMUSICAE)                         | 1              | [ 55 ]    |
| Suedia (Sverigetopplistan)                  | 2              | [ 92 ]    |
| Statele Unite ale Americii (Billboard 200)  | 2              | [ 57 ]    |
| 2006                                        |                |           |
| Danemarca (Hitlisten)                       | 23             | [ 141 ]   |
| Spania (PROMUSICAE)                         | 76             | [ 142 ]   |
| 2012                                        |                |           |
| Polonia (Polish Music Charts)               | 37             | [ 143 ]   |

| Țară (clasament)                           | Poziția maximă | Referință |
| 1998                                       | 1998           | 1998      |
| ------------------------------------------ | -------------- | --------- |
| Australia (ARIA Charts)                    | 10             | [ 144 ]   |
| Austria (Ö3 Austria Top 40)                | 7              | [ 145 ]   |
| Belgia (Ultratop Flanders)                 | 5              | [ 146 ]   |
| Belgia (Ultratop Wallonia)                 | 11             | [ 147 ]   |
| Canada (Canadian Albums Chart)             | 10             | [ 148 ]   |
| Elveția (Swiss Hitparade)                  | 4              | [ 149 ]   |
| Franța (SNEP)                              | 10             | [ 150 ]   |
| Germania (MediaControl)                    | 4              | [ 151 ]   |
| Japonia (Oricon)                           | 94             | [ 152 ]   |
| Noua Zeelandă (RIANZ)                      | 16             | [ 153 ]   |
| Țările de Jos (MegaCharts)                 | 4              | [ 154 ]   |
| Regatul Unit (UK Albums Chart)             | 7              | [ 155 ]   |
| Statele Unite ale Americii (Billboard 200) | 18             | [ 156 ]   |
| 1999                                       |                |           |
| Australia (ARIA Charts)                    | 61             | [ 157 ]   |
| Austria (Ö3 Austria Top 40)                | 21             | [ 158 ]   |
| Belgia (Ultratop Flanders)                 | 55             | [ 159 ]   |
| Belgia (Ultratop Wallonia)                 | 72             | [ 160 ]   |
| Franța (SNEP)                              | 58             | [ 161 ]   |
| Germania (MediaControl)                    | 14             | [ 151 ]   |
| Țările de Jos (MegaCharts)                 | 19             | [ 162 ]   |
| Regatul Unit (UK Albums Chart)             | 29             | [ 155 ]   |
| Statele Unite ale Americii (Billboard 200) | 98             | [ 163 ]   |
| 2001                                       |                |           |
| Regatul Unit (UK Albums Chart)             | 191            | [ 164 ]   |

### De final de deceniu
| Țară (clasament)            | Poziția maximă | Referință |
| --------------------------- | -------------- | --------- |
| Austria (Ö3 Austria Top 40) | 30             | [ 165 ]   |

## Certificări
| \| Țara \| Vânzări/ puncte \| Certificare \| Referințe \| \| --------------------------------- \| --------------- \| ----------- \| ------------ \| \| Argentina (CAPIF) \| +60,000 \| \| [166] \| \| Australia (ARIA) \| +210,000 \| \| [88] \| \| Austria (IFPI Austria) \| +100,000 \| \| [167] \| \| Belgia (BEA) \| +50,000 \| \| [168] \| \| Brazilia (Pro-Música Brasil) \| +250,000 \| \| [169] \| \| Canada (Music Canada) \| +700,000 \| \| [87] \| \| Elveția (IFPI Elveția) \| +150,000 \| \| [170] \| \| Europa (IFPI) \| +7,000,000 \| \| [97] \| \| Finlanda (Musiikkituottajat) \| +50,600 \| \| [171] \| \| Franța (SNEP) \| +925,400 \| \| [172][93] \| \| Germania (BVMI) \| +1,500,000 \| \| [95] \| \| Hong Kong, China (IFPI Hong Kong) \| +20,000 \| \| [173] \| \| Japonia (RIAJ) \| +400,000 \| \| [174] \| \| Noua Zeelandă (RIANZ) \| +7,500 \| \| [89] \| \| Norvegia (IFPI Norvegia) \| +100,000 \| \| [175] \| \| Țările de Jos (NVPI) \| +300,000 \| \| [176] \| \| Polonia (ZPAV) \| +200,000 \| \| [177] \| \| Regatul Unit (BPI) \| +1,800,000 \| \| [91] \| \| Singapore (RIAS) \| +15,000 \| \| [178] \| \| Spania (PROMUSICAE) \| +300,000 \| \| [55] \| \| Suedia (GLF) \| +240,000 \| \| [179] \| \| Statele Unite ale Americii (RIAA) \| +4,350,000 \| \| [82][84][85] \| | Note - reprezintă „disc de platină”; - reprezintă „triplu disc de platină”; - reprezintă „dublu disc de platină”; - reprezintă „septuplu disc de platină”; - reprezintă „disc de aur”; - reprezintă „sextuplu disc de platină”; - reprezintă „cvadruplu disc de platină”. |             |                      |
| Țara | Vânzări/ puncte | Certificare | Referințe            |
| Argentina (CAPIF) | +60,000 |             | [ 166 ]              |
| Australia (ARIA) | +210,000 |             | [ 88 ]               |
| Austria (IFPI Austria) | +100,000 |             | [ 167 ]              |
| Belgia (BEA) | +50,000 |             | [ 168 ]              |
| Brazilia (Pro-Música Brasil) | +250,000 |             | [ 169 ]              |
| Canada (Music Canada) | +700,000 |             | [ 87 ]               |
| Elveția (IFPI Elveția) | +150,000 |             | [ 170 ]              |
| Europa (IFPI) | +7,000,000 |             | [ 97 ]               |
| Finlanda (Musiikkituottajat) | +50,600 |             | [ 171 ]              |
| Franța (SNEP) | +925,400 |             | [ 172 ] [ 93 ]       |
| Germania (BVMI) | +1,500,000 |             | [ 95 ]               |
| Hong Kong, China (IFPI Hong Kong) | +20,000 |             | [ 173 ]              |
| Japonia (RIAJ) | +400,000 |             | [ 174 ]              |
| Noua Zeelandă (RIANZ) | +7,500 |             | [ 89 ]               |
| Norvegia (IFPI Norvegia) | +100,000 |             | [ 175 ]              |
| Țările de Jos (NVPI) | +300,000 |             | [ 176 ]              |
| Polonia (ZPAV) | +200,000 |             | [ 177 ]              |
| Regatul Unit (BPI) | +1,800,000 |             | [ 91 ]               |
| Singapore (RIAS) | +15,000 |             | [ 178 ]              |
| Spania (PROMUSICAE) | +300,000 |             | [ 55 ]               |
| Suedia (GLF) | +240,000 |             | [ 179 ]              |
| Statele Unite ale Americii (RIAA) | +4,350,000 |             | [ 82 ] [ 84 ] [ 85 ] |

## Datele lansărilor
| Regiune                    | Dată              | Formate                    | Versiuni                  |
| -------------------------- | ----------------- | -------------------------- | ------------------------- |
| Japonia                    | 22 februarie 1998 | CD, LP                     | Standard                  |
| Regatul Unit               | 2 martie 1998     | CD, LP, casetă, mini-album | Standard, ediție limitată |
| Germania                   | 2 martie 1998     | CD, LP, casetă, mini-album | Standard, ediție limitată |
| Statele Unite ale Americii | 3 martie 1998     | CD                         | Standard, ediție limitată |
| Japonia                    | 8 septembrie 1998 | CD                         | Ediție dublă              |